# Fountain Inn
Fountain Inn és una població dels Estats Units a l'estat de Carolina del Sud. Segons el cens del 2000 tenia 6.017 habitants.

## Demografia
Segons el cens del 2000, Fountain Inn tenia 6.017 habitants, 2.289 habitatges i 1.675 famílies. La densitat de població era de 421,6 habitants/km².
Dels 2.289 habitatges en un 38,8% hi vivien nens de menys de 18 anys, en un 49,8% hi vivien parelles casades, en un 19,9% dones solteres, i en un 26,8% no eren unitats familiars. En el 23,9% dels habitatges hi vivien persones soles el 8,6% de les quals corresponia a persones de 65 anys o més que vivien soles. El nombre mitjà de persones vivint en cada habitatge era de 2,58 i el nombre mitjà de persones que vivien en cada família era de 3,06.
Per edats la població es repartia de la següent manera: un 28,3% tenia menys de 18 anys, un 7,7% entre 18 i 24, un 33,2% entre 25 i 44, un 19% de 45 a 60 i un 11,8% 65 anys o més.
L'edat mediana era de 33 anys. Per cada 100 dones de 18 o més anys hi havia 77,7 homes.
La renda mediana per habitatge era de 39.545 $ i la renda mediana per família de 45.417 $. Els homes tenien una renda mediana de 33.281 $ mentre que les dones 24.353 $. La renda per capita de la població era de 18.297 $. Entorn del 6,8% de les famílies i el 9,4% de la població estaven per davall del llindar de pobresa.

## Poblacions més properes
El següent diagrama mostra les poblacions més properes.